# Paljevštica
Paljevštica (em cirílico: Паљевштица) é uma vila da Sérvia localizada no município de Brus, pertencente ao distrito de Rasina. A sua população era de 33 habitantes segundo o censo de 2011.

## Demografia
| 1948 | 1953 | 1961 | 1971 | 1981 | 1991 | 2002 | 2011 |
| ---- | ---- | ---- | ---- | ---- | ---- | ---- | ---- |
| 131  | 149  | 162  | 143  | 89   | 76   | 56   | 33   |